# Heymericus de Campo
Heymericus de Campo (auch Heimerich von Campen und Heimrich van de Velde; * um 1395 in Son bei Eindhoven; † 11. August 1460 in Löwen) war ein niederländischer Gelehrter und spätmittelalterlicher Scholastiker.

## Leben
Heymericus de Campo wurde um 1395 in Son als Sohn eines Priesters geboren. Der Ort liegt unmittelbar nördlich von Eindhoven in den heutigen Niederlanden. Von etwa 1410 bis 1420 studierte er Philosophie und Theologie in Paris. Nach einer kurzen Studienunterbrechung, während der der junge Magister im belgischen Diest Philosophie lehrte, nahm er 1423 in Köln sein Theologiestudium wieder auf, wo Heymerich 1428 den Titel eines „Magisters der Theologie“ erwarb. Nachdem der frisch ernannte Theologieprofessor bereits an der Universitas Studii Coloniensis das Rektorenamt versehen hatte, vertrat Heymerich die Universität von 1433 bis 1435 am Basler Konzil. Kurz darauf wechselte er an die Universität Löwen, wo Heymerich als Professor bis zu seinem Tod am 11. August 1460 Theologie lehrte.

## Werk
Heymericus de Campo gilt als Hauptvertreter des Albertismus, indem er eine neuplatonisch geprägte Aristoteles-Interpretation vertrat. Als seine einflussreichste albertistische Schrift gelten die Problemata inter Albertum Magnum et Sanctum Thomam oder Tractatus problematicus. Dabei wandte sich der niederländische Philosoph im Laufe seines Lebens von dem universitätsüblichen Wissenschaftsstil ab. So griff Heymerich zunehmend neuplatonische Lehren auf und war frühzeitig von Raymundus Lullus fasziniert. Nach dem Vorbild Lulls entwickelte er schon 1433 eine eigene Universalwissenschaft, die auf den Prinzipien des Albertus Magnus beruhte und bezeichnete diese als Siegel der Ewigkeit (sigillum aeternitatis).
Darüber hinaus nahm Heymerich auch beispielsweise in seiner Disputatio de potestate ecclesiastica an den zeitgenössischen kirchenpolitischen Streitigkeiten teil. Darin vertrat er zunächst die Position, dass das Generalkonzil über dem Papst steht, was nichts anderes als Kirchen-Parlamentarismus bedeutet. Nicht zuletzt setzte sich Heymerich mit dem Islam auseinander und versuchte sogar, seine kirchentheoretischen Überlegungen mit dem Koran zu rechtfertigen. Gegen Ende seines Aufenthaltes auf dem Generalkonzil in Basel schrieb Heymerich mit dem Colliget Principiorum eines seiner philosophischen Hauptwerke.
Noch bevor er das Basler Konzil besuchte, hatte der niederländische Theologe die Arbeit an seinem monumentalen Apokalypse-Kommentar aufgenommen, den er Ende der 1430er Jahre abschloss. Im fortgeschrittenen Lebensalter, in der zweiten Hälfte der 1450er Jahre, verfasste Heymerich schließlich sein Centheologicon, in dem er 100 verschiedene Theologien präsentierte, darunter auch die von Lull und Cusanus.

## Wirkung
Sowohl mit seiner Verbindung von Albertismus und Lullismus als auch mit seiner ausgefallenen Koran-Interpretation beeinflusste Heymerich den jungen Nikolaus von Kues nachhaltig. Dessen bekannteste Werke, De docta ignorantia und De Pace fidei, entwickeln die Ansätze des niederländischen Philosophen konsequent weiter. Beide Denker tauschten von 1425 bis zu Heymerichs Tod 1460 ihre Schriften aus. Daher ist Heymerich neben Nikolaus von Kues ein Wegbereiter des späteren Renaissance-Platonismus in Mitteleuropa.